# For Me and My Gal
For Me and My Gal (Brasil: Idílio em Dó-Ré-Mi / Portugal: O Prémio do Teu Amor) é um filme norte-americano de 1942, do gênero musical, dirigido por Busby Berkeley e estrelado por Judy Garland, George Murphy e Gene Kelly.